# عرزاي
عرزاي هي إحدى القرى اللبنانية من قرى قضاء صيدا في محافظة الجنوب.